# Il destino (film 1928)
Il destino (A Woman of Affairs) è un film del 1928, diretto da Clarence Brown.  Il film muto, distribuito con una colonna sonora sincronizzata di William Axt ed effetti sonori, era basato su un romanzo best-seller del 1924 di Michael Arlen, The Green Hat, adattato come spettacolo teatrale in quattro atti nel 1925. Il testo, molto audace per l'epoca, con riferimenti all'uso di eroina, all'omosessualità e alla sifilide, fu pesantemente censurato nell'adattamento cinematografico nel quale furono rinominati anche tutti i personaggi.
La sceneggiatura di Michael Arlen e Bess Meredyth fu candidata per la miglior sceneggiatura alla 2ª edizione degli Academy Awards.

## Trama
Diana Merrick (Greta Garbo), Neville (John Gilbert) e David (Johnny Mack Brown) erano compagni di giochi da bambini, membri della ricca aristocrazia britannica. Diana e Neville sono innamorati, ma divenuti adulti il padre di lui (Hobart Bosworth) si oppone alla loro storia, disapprovando lo stile di vita di Diana. Chiede quindi alla donna di rinunciare a Neville, inviando quest'ultimo in Egitto per motivi di lavoro.
Diana, dopo aver atteso invano per due anni il ritorno di Neville, sposa l'amico David, da sempre innamorato di lei e buon amico di suo fratello Jeffry (Douglas Fairbanks Jr.). Durante la loro luna di miele in Francia David inaspettatamente si suicida gettandosi da una finestra dell'albergo. Diana non spiega le ragioni dietro l'azione di suo marito, se non per dire: "È morto per onore". Jeffry, che era profondamente legato a David, incolpa sua sorella per la morte del suo amico; cade sempre più nell'alcol mentre sua sorella inizia una vita spericolata, ben pubblicizzata dai tabloid internazionali che seguono le sue numerose relazioni.
Sette anni dopo Diana torna a Londra per incontrare Jeffry gravemente malato che però rifiuta di vederla. Neville nel frattempo sta per sposare Constance (Dorothy Sebastian). Diana porta il dottor Trevelyan (Lewis Stone), un amico di famiglia, al capezzale del fratello chiedendogli rassegnata di occuparsene in sua vece e poi si allontana. In strada incontra Neville che ha seguito il dottor Trevelyan in un taxi. I due si recano nell'appartamento di Neville, si rendono conto di essere ancora innamorati e trascorrono quella notte insieme. Durante la notte Jeffry muore. Il dottor Trevelyan si reca nell'appartamento di Neville la mattina per dargli la notizia e scopre che Diana ha trascorso la notte lì. Tre giorni dopo, Neville sposa Constance.
Passano circa nove mesi: Diana, tornata in Francia, si ammala (dalla sceneggiatura si suppone che abbia subito un aborto, ma a causa della censura, questo non può essere menzionato) e riceve la visita di Neville, incontro sollecitato dal dottor Trevelyan. Diana professa ancora il suo amore per lui prima di rendersi conto della presenza di Constance. Deve così nuovamente rassegnarsi al proprio destino.
L'incontro però ha particolarmente scosso Neville, che di ritorno a Londra riflette sugli accadimenti e affoga nell'alcol il proprio turbamento. Una sera, vagando con la propria auto, si reca dal dottor Trevelyan che nel frattempo sta ospitando Diana segretamente tornata a Londra. Il dottore rivela a Neville la vera ragione del suicidio di David: costui era un ladro e, sul punto di essere arrestato, ha preferito il suicidio allo scandalo, nel tentativo di salvare il proprio onore. Diana decise di salvare la memoria di David tacendo e risarcendo i derubati, pur attirando su di se l'odio di Jeffry.
Neville è sconvolto e incontra Diana chiedendole perdono. Sembra finalmente giunto il momento per loro di essere felici insieme. Ma dopo aver appreso della loro decisione di trasferirsi in Sud America, Sir Morton invia a Diana una lettera chiedendole un incontro. Ha modo così di ricordare a Diana quanto lei sia disonorevole e immeritevole di suo figlio.
Neville si presenta all'incontro insieme a Constance, e arrabbiato per il comportamento paterno nei confronti di Diana decide di rivelare il vero motivo della morte di David, credendo così di mutare l'opinione del padre su di lei. Sir Morton si scusa con Diana e chiede di essere perdonato.
Diana si convince improvvisamente che l'unica ragione per cui Neville ha deciso di stare con lei non è per amore, ma perché finalmente crede che lei sia "rispettabile". Rattristata, decide di rinunciare per sempre alla propria felicità, e mentendo annuncia a Neville che Constance è incinta. Quindi si allontana in auto.

Constance stupita nega la sua gravidanza. Neville, Trevelyan e Sir Morton partono alla ricerca di Diana. La trovano poco dopo senza vita nella sua auto ribaltata, schiantata contro l'albero davanti al quale lei e Neville si erano innamorati da piccoli e dove si erano giurati fedeltà eterna.

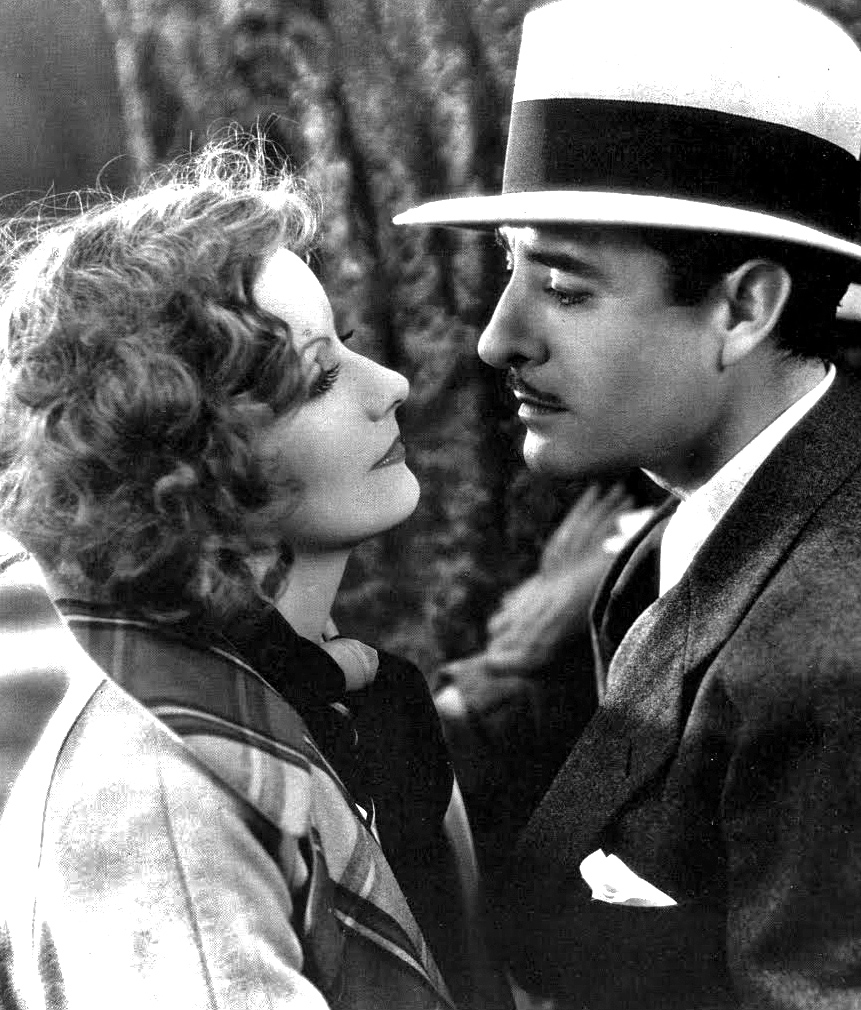
Greta Garbo e John Gilbert

## Produzione
Il film, girato in 39 giorni, fu prodotto con un budget stimato di 383.000 dollari dalla Metro-Goldwyn-Mayer (MGM) con la dizione: presents a Clarence Brown's Production ed incassò 1.370.000 dollari( 850.000 negli Stati Uniti e 520.000 all'estero).
Nel 1934, la MGM pubblicò un remake del film intitolato Outcast Lady con Constance Bennett.

## Distribuzione
Il copyright del film, richiesto dalla Metro-Goldwyn-Mayer Distributing Corp., fu registrato il 10 dicembre 1928 con il numero LP25980.Distribuito dalla Metro-Goldwyn-Mayer (MGM), il film uscì nelle sale cinematografiche degli Stati Uniti il 15 dicembre 1928. 
Copie della pellicola sono conservate negli archivi della Turner Entertainment Company e in quelli dell'International Museum of Photography and Film at George Eastman House.
Un'edizione Laserdisc è stata pubblicata il 12 ottobre 1992 dalla MGM/UA come parte della serie Silent Classics della MGM e una versione VHS del film è stata realizzata negli Stati Uniti il 1º settembre 1998 (formato NTSC). Il film è stato reso disponibile in DVD attraverso la Warner Archive Collection il 5 marzo 2019.